# سیارک ۵۹۸۹
سیارک ۵۹۸۹ (به انگلیسی: 5989 Sorin، نامگذاری:1976QC1) پنج هزار و نهصد و هشتاد و نهمین سیارک کشف شده‌است که در ۲۶ اوت ۱۹۷۶ کشف شد.
قدر مطلق سیارک برابر ۱۴٫۶۰ است.